# Torres Gonzalo Jiménez de Quesada

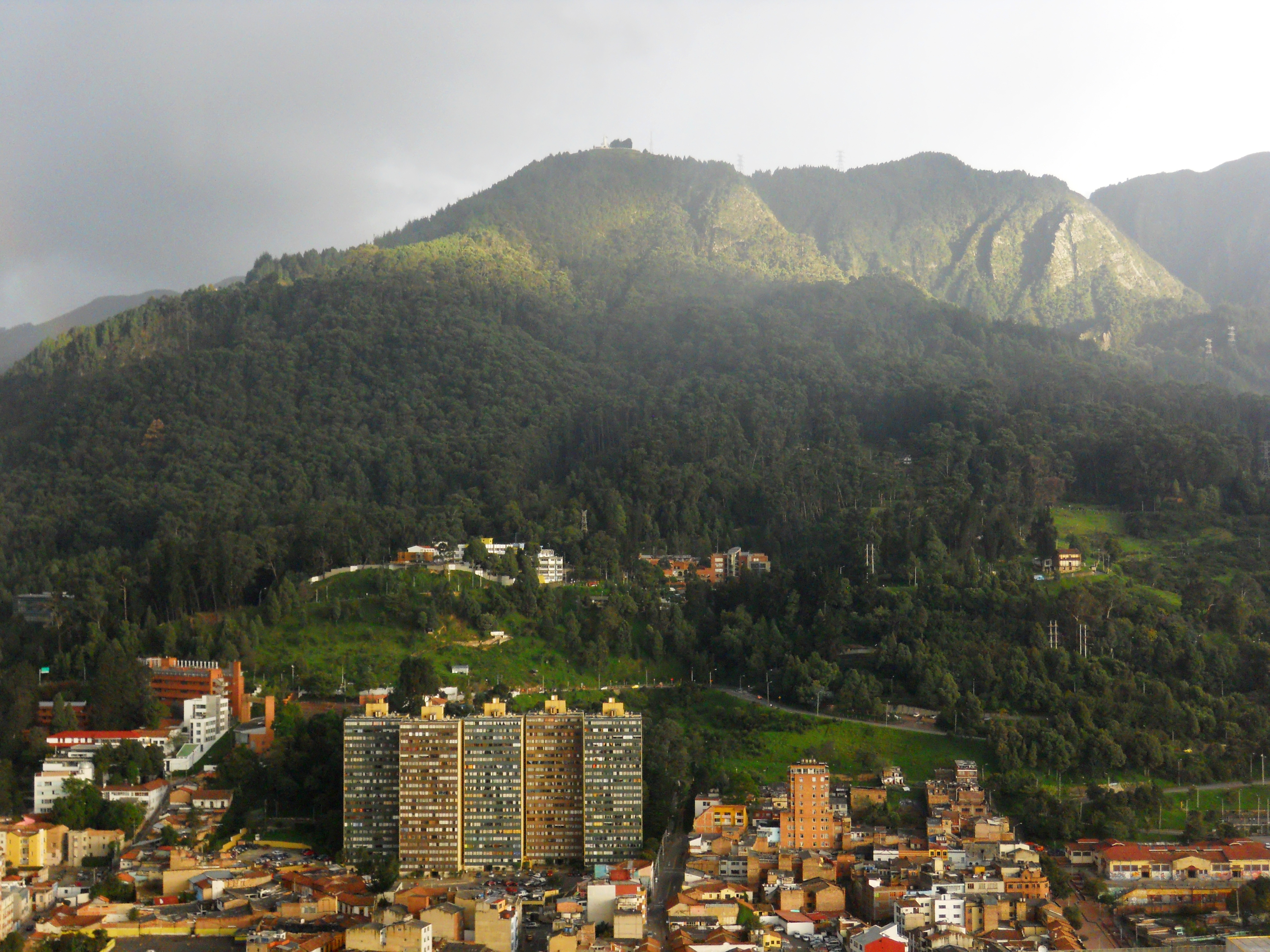
Las torres en el piedemonte de los cerros Orientales.

Las Torres Gonzalo Jiménez de Quesada son un conjunto residencial compuesto por cinco edificios de la misma altura. Se encuentra en el centro de Bogotá, en el barrio Las Aguas, en la zona nororiental de la localidad de La Candelaria. 

## Características
Las torres Gonzalo Jiménez de Quesada fueron planeadas y construidas entre 1974 y 1977. El conjunto está compuesto por cinco edificios de 21 pisos, cada uno de 72 m de altura. En total alberga 390 apartamentos. Lleva el nombre de Gonzalo Jiménez de Quesada, el fundador de la ciudad.
Otras conjuntos residenciales de grandes proporciones y del mismo periodo son las Torres del Parque, las Torres de Fenicia, las Torres Blancas lo mismo que los edificios de la avenida Ciudad de Lima. Cerca de las Torres Gonzalo Jiménez de Quesada se encuentran varios edificios de la Universidad de los Andes, lo mismo que la zona colonial de La Candelaria. Algunas calles al norte están el anfiteatro La Media Torta, la Quinta de Bolívar y el río San Francisco.